# 宏量营养素
宏量营养素（英語：macronutrient）包括蛋白质、碳水化合物和脂质，它们是机体的主要供能营养素，又叫产热营养素。尽管其他一些种类的有机物也能通过生物化学反应为机体提供能量，但并非主要的能量来源。
每1克宏量营养素在体内发生有氧氧化反应释放的能量被称作生热系数，其中蛋白质和碳水化合物的生热系数约为4kCal，而脂质为9kCal。
目前中国营养学会建议的宏量营养素功能比例分别是蛋白质10-15%、脂质20-30%、碳水化合物50-65%。